# Pattinaggio di figura ai III Giochi olimpici invernali
Ai III Giochi olimpici invernali del 1932 a Lake Placid (Stati Uniti), vennero assegnate medaglie in tre specialità del pattinaggio di figura.

## Calendario
| Pattinaggio di figura ai III Giochi olimpici invernali | Pattinaggio di figura ai III Giochi olimpici invernali | Pattinaggio di figura ai III Giochi olimpici invernali | Pattinaggio di figura ai III Giochi olimpici invernali | Pattinaggio di figura ai III Giochi olimpici invernali | Pattinaggio di figura ai III Giochi olimpici invernali | Pattinaggio di figura ai III Giochi olimpici invernali | Pattinaggio di figura ai III Giochi olimpici invernali | Pattinaggio di figura ai III Giochi olimpici invernali | Pattinaggio di figura ai III Giochi olimpici invernali | Pattinaggio di figura ai III Giochi olimpici invernali |
| Eventi / Giorni                                        | Febbraio 1932                                          | Febbraio 1932                                          | Febbraio 1932                                          | Febbraio 1932                                          | Febbraio 1932                                          | Febbraio 1932                                          | Febbraio 1932                                          | Febbraio 1932                                          | Febbraio 1932                                          | Febbraio 1932                                          |
| Eventi / Giorni                                        | 4                                                      | 5                                                      | 6                                                      | 7                                                      | 8                                                      | 9                                                      | 10                                                     | 11                                                     | 12                                                     | 13                                                     |
| ------------------------------------------------------ | ------------------------------------------------------ | ------------------------------------------------------ | ------------------------------------------------------ | ------------------------------------------------------ | ------------------------------------------------------ | ------------------------------------------------------ | ------------------------------------------------------ | ------------------------------------------------------ | ------------------------------------------------------ | ------------------------------------------------------ |
| Maschile                                               |                                                        |                                                        |                                                        |                                                        | Obblig.                                                | Finale                                                 |                                                        |                                                        |                                                        |                                                        |
| Femminile                                              |                                                        |                                                        |                                                        |                                                        |                                                        | Obblig.                                                | Finale                                                 |                                                        |                                                        |                                                        |
| A coppie                                               |                                                        |                                                        |                                                        |                                                        |                                                        |                                                        |                                                        |                                                        | Finale                                                 |                                                        |

## Podi
| Evento               | Oro                                 | Perform. | Argento                                     | Perform.  | Bronzo                                | Perform.  |
| Maschile (dettagli)  | Karl Schäfer                        | 9/2602,0 | Gillis Grafström                            | 13/2514,5 | Montgomery Wilson                     | 24/2448,3 |
| Femminile (dettagli) | Sonja Henie                         | 7/2302,5 | Fritzi Burger                               | 18/2167,1 | Maribel Vinson                        | 23/2158,5 |
| A coppie (dettagli)  | Francia Andrée Brunet Pierre Brunet | 12/76,7  | Stati Uniti Beatrix Loughran Sherwin Badger | 16/77,5   | Ungheria Emília Rotter László Szollás | 20/76,4   |

## Medagliere
| Posizione | Paese       |   |   |   | Totale |
| --------- | ----------- | - | - | - | ------ |
| 1         | Austria     | 1 | 1 | 0 | 2      |
| 2         | Francia     | 1 | 0 | 0 | 1      |
| 2         | Norvegia    | 1 | 0 | 0 | 1      |
| 4         | Stati Uniti | 0 | 1 | 1 | 2      |
| 5         | Svezia      | 0 | 1 | 0 | 1      |
| 6         | Canada      | 0 | 0 | 1 | 1      |
| 6         | Ungheria    | 0 | 0 | 1 | 1      |
| Totale    | Totale      | 3 | 3 | 3 | 9      |